# Otvoreno pismo
Otvoreno pismo vrsta je pisma koje se ne šalje samo primatelju, nego i novinarima koji će ga javno objaviti u novinama. Otvoreno pismo obično zahtijeva i javni odgovor.
Najčešće se otvoreno pismo upotrebljava kada neka poznata osoba ili institucija iznese sporne tvrdnje ili pak ne ispuni nešto što je prije obećala.